# Смартмоб
Смартмо́б (англ. smart mob — умная толпа) — форма самоструктурирующейся социальной организации[неоднозначно] посредством эффективного использования высоких технологий. Это определение было предложено Говардом Рейнгольдом в его книге «Умная толпа: новая социальная революция» (Smart Mobs: The Next Social Revolution). По Рейнгольду, «умные толпы» — это следствие широкого распространения и развития коммуникационных технологий. В 2002 году концепция «умных толп» была освещена в New York Times в разделе «Year in Ideas».
Смартмобы организуются посредством сети Интернет и беспроводных устройств — мобильных телефонов и PDA. Методы распространения информации похожи на обмен данными посредством P2P — децентрализованно между отдельными людьми.
Смартмоб противопоставляет себя обычной толпе, ведя себя интеллектуально и рационально. Взаимодействие посредством сети позволяет достигнуть большей социальной организованности. 
Одна из причин повышения популярности смартмобов — уменьшение стоимости микропроцессоров, которые теперь можно встраивать практически в любой предмет для обеспечения беспроводной связи. В зависимости от того, как используются технологии, они могут быть полезны или враждебны для общества. Рейнгольд предупреждал о недопустимости использования технологий для создания общества, описанного в романе «1984» Джорджа Оруэлла, или террористами.
Смартмобы иногда используются во вред теми, кто контролирует «систему мобинга»  (то есть теми, у кого есть контактные данные многих участников и возможность посылать им сообщения), и могут принести неудобства тем, кто по каким-то причинам стал целью смартмоба.
Существует тенденция скрывать такие смартмобы от общественности и не обсуждать их в интернете.

## Ранние проявления
По информации CNN, первые смартмобы были организованы в Токио и Хельсинки. C помощью смс организовывались спонтанные вечеринки и преследования знаменитостей. Например, в Токио толпы фанатов-подростков собирались на платформах метро, где, по слухам, должна была появиться рок-звезда.
В Филиппинах в 2001 году группа протестующих, организованная с помощью текстовых сообщений, собралась около церкви EDSA Shrine, чтобы протестовать против коррупции президента Джозефа Эстрады. Протест организовался быстро и неожиданно, и Эстрада вскоре покинул свой пост.
«Критическую массу» — движение велосипедистов — также сравнивают со смартмобами из-за схожих принципов организации. Первая «критическая масса» датирована 1992 годом

## Связь с флешмобами
Флешмоб это специфическая форма смартмоба, спланированная массовая акция, в которой большая группа людей (моберы) внезапно появляется в общественном месте, в течение нескольких минут люди с серьёзным видом выполняют заранее оговорённые действия абсурдного содержания (сценарий) и затем одновременно быстро расходятся в разные стороны, как ни в чём не бывало. Термин флешмоб теперь практически заменил термин смартмоб в СМИ для обозначения умной толпы, хотя и произошел от него.

## Примеры
Смартмобы по сути являются проявлением коллективного разума. По Рейнгольду, уличные акции протеста антиглобалистов — яркий пример смартмобов. Другие примеры смартмобов:
- Протесты против коррупции президента в Филиппинах, организованные посредством SMS. Примеры сообщений: «Оденьтесь в чёрное в знак скорби о демократии», «Все к EDSA» (EDSA — церковь на главной площади Манилы).

- Реакция испанцев на взрывы в Мадриде 11 марта 2004 года и на последующие выборы.

- Массовые беспорядки во Франции (2005) — полиция зафиксировала sms сообщения и сообщения в Интернете, призывающие к возобновлению беспорядков в столице Франции.

- Студенческие протесты в Чили (2006), которые использовали блоги, онлайн фотогалереи, новостные сайты и SMS для организации и распространения информации.

- Массовые беспорядки в Кишинёве (2009) — использование «вирусной» рассылки SMS, сервиса микроблогов Twitter, который позволяет создавать сообщения через SMS и прочее.[6]

## Распределённые смартмобы
Смартмобы также могут быть организованы одновременно в нескольких местах для привлечения внимания прессы и общественности. Яркий пример — беспорядки во Франции в 2005 году, охватившие многие крупные города. Более глобальный пример — «World Wide Flash Mob» — смартмоб на основе геокешинга, охвативший всю планету.
Ярким примером распределенного смартмоба является Велодень. Для самоорганизации велосипедисты используют социальную сеть Вконтакте и велофорумы. В каждом районе города, где проводится Велодень, определяется точка сбора, где собирается колонна района. Затем все колонны районов съезжаются в одно место, в финале короткой торжественной части праздника все вместе поднимают велосипеды над головой. Велодень-2012 прошел одновременно в 55 городах Украины, Белоруссии и России.